# Adolphe Cochery

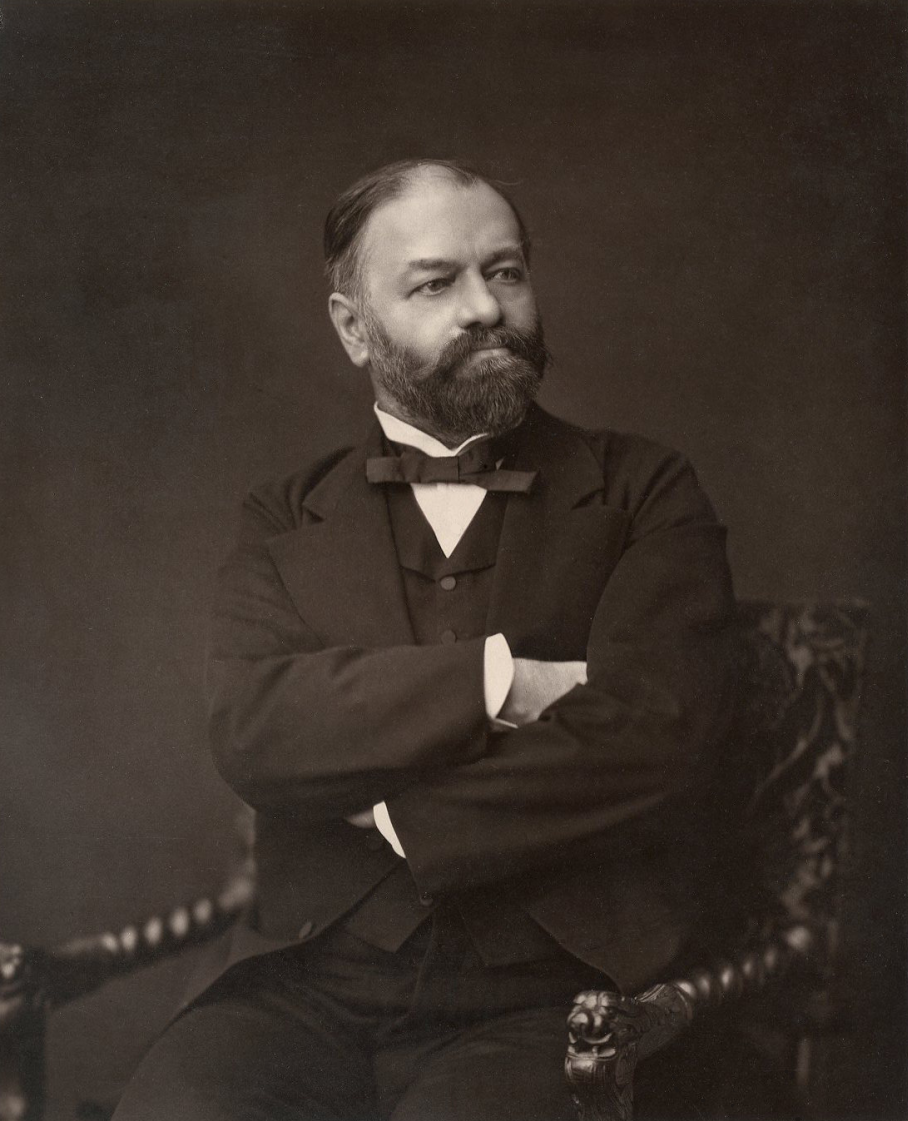
Adolphe Cochery.

Louis Adolphe Cochery (26 de agosto de 1819 - 13 de octubre de 1900) fue un político y periodista francés.

## Biografía
Nacido en París, estudió Leyes y poco después ingresó a la política, uniéndose al personal del Ministerio de Justicia después de la revolución de febrero de 1848.
Desde el tiempo de la coup de 1851 de Louis-Napoléon Bonaparte, hasta mayo de 1869, se dedicó al periodismo (en 1868 fundó el periódico Indépendant de Montargis). Luego, elegido diputado por el departamento del Loiret, se unió al grupo de Centro-izquierda, y fue partidario de la creación de la Tercera República el 4 de septiembre de 1870.
Durante la Comuna de París, el Parlamento le ordenó misiones dentro de la capital sitiada, y, aunque fue galardonado salvoconducto por Adolphe Thiers, fue el súbdito de una investigación parlamentaria.
Su talento en las finanzas le otorgó una voz distinguida en la cámara. Desde 1879 hasta 1885 fue Ministro de Correo y Telégrafos, presidiendo el Congreso en París de la Unión Postal Universal (1878), y fundando la École Nationale Supérieure des Télécommunications. En enero de 1888 fue elegido Senador.
Su hijo, Georges Charles Paul fue también un político.